# Flugplatz Pavullo nel Frignano

i7
i11
i13
Der Flugplatz Pavullo nel Frignano (italienisch Aeroporto di Pavullo nel Frignano “G. Paolucci”, ICAO-Code: LIDP) befindet sich in der norditalienischen Region Emilia-Romagna, rund einen Kilometer südlich des Ortes Pavullo nel Frignano und etwa 45 Kilometer südlich von Modena.

## Infrastruktur und Nutzung
Der in den Piani di Pavullo in den nördlichen Ausläufern des emilianischen Apennin gelegene Flugplatz hat eine knapp 1200 Meter lange asphaltierte Start- und Landebahn, die in Nord-Süd-Richtung verläuft (02/20). Unmittelbar östlich verläuft parallel zur Piste die Brennerstaatsstraße SS12, von der die Via Ludwig Fréderic Teichfuss abzweigt und, das Flugplatzgelände südlich umgehend, zu den westlich der Start- und Landebahn gelegenen Abfertigungseinrichtungen führt. Dort befindet sich ein kleines Vorfeld, das mit einer kurzen Rollbahn mit der Piste verbunden ist, sowie ein Helipad für Rettungshubschrauber. Hinzu kommen die Einrichtungen des Aero Club Pavullo mit seiner Flugschule, zwei Hangars und ein Restaurant. Der Flugplatz dient der Allgemeinen Luftfahrt. Pavullo gilt als Wiege des Segelfluges in Italien.

## Geschichte
Der Flugplatz wurde ab 1923 von dem aus Luzern stammenden Ludwig Fréderic Teichfuss (nach seiner Einbürgerung: Luigi Federico Teichfuss) und Umberto Nannini angelegt. Die beiden Segelflugfreunde hielten den Ort für besonders günstig für die Einrichtung einer Segelflugschule, die 1927 als erste in Italien den Betrieb aufnahm. Der damalige Staatssekretär für Luftfahrt, Italo Balbo, interessierte sich sogleich für den Flugplatz und die Segelflugschule, die mit einem Dekret vom 2. Juli 1931 staatlich anerkannt und nach dem 1928 in Pavullo tödlich verunglückten Piloten Giulio Paolucci benannt wurden. Gleichzeitig begann die militärische Mitnutzung des Flugplatzes, insbesondere zum Zwecke der Segelflugschulung. Teichfuss siedelte am Flugplatz sein Segelflugzeugbauunternehmen Fabbrica Alianti Luigi Teichfuss (FAL Teichfuss) an.
Nach dem Zweiten Weltkrieg wurde der Flugplatz weitgehend aufgegeben. Erst in den 1960er Jahren erhielt die Segelfliegerei in Pavullo wieder Auftrieb. Der Aero Club Pavullo wurde 1983 gegründet, die Flugschule in den Jahren danach. Ab 2003 wurde der Flugplatz umfassend modernisiert und die Piste asphaltiert. Eine sporadische militärische Mitnutzung ergab sich wegen der militärischen Einrichtungen auf dem nahen Monte Cimone. Die italienische Luftwaffe baute ihr Segelflugzentrum auf dem Militärflugplatz Guidonia bei Rom wieder auf.